# Radzs Kapur
Radzs Kapur (Hindi: राज कपूर, elterjedt angol helyesírás szerint: Raj Kapoor, teljes nevén: Ranbir Raj Kapoor; Pesavar, Brit India, ma: Pakisztán, 1924. december 14. – Új-Delhi, 1988. június 2.) indiai (hindi) színház- és filmrendező, színész, producer.

## Filmjei
- Dharam Karam (indiai családi film, 1975)
- Kal Aaj Aur Kal (indiai családi film, 1971)
- Diwana (indiai romantikus film, 1967)
- Around the World (indiai családi film, 1967)
- Keresztúton I-II. (indiai zenés film, 1964)
- Chhalia színész (indiai zenés dráma, 1960)
- The Land Where the Ganges Flows (indiai krimi-dráma, 1960)
- Kanhaiya (indiai romantikus dráma, 1959)
- Anari (indiai zenés vígjáték, 1959)
- 420-as urak I-II. (Shree 420, indiai krimi-vígjáték, 1955)
- A csavargó (Awaara, indiai melodráma, 1951) (jelölés: cannes-i fesztivál Nagydíjára)
- Barsaat (indiai romantikus dráma, 1949)
- Aag - Tűz (indiai filmdráma, 1948)